# Geroldseck (Adelsgeschlecht)

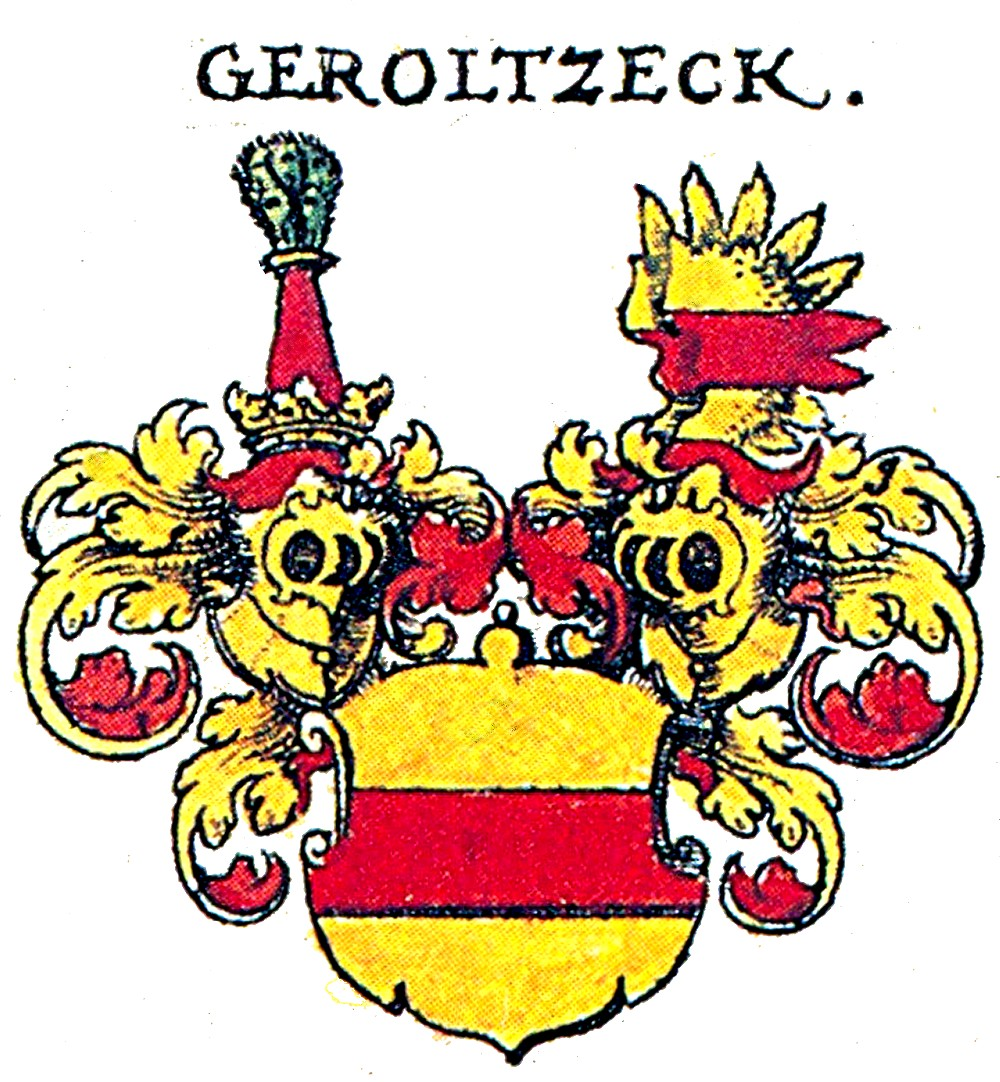
Wappen der reichsfreien Herren von Geroldseck

Die Herren von Geroldseck waren ein Adelsgeschlecht des Mittelalters in der Ortenau im heutigen Baden-Württemberg und im Elsass. Der Stammsitz der Ortenauer Linie war zunächst die Burg Alt-Geroldseck, dann die Burg Hohengeroldseck in der Gemeinde Seelbach.

## Ständische Qualität, Herkunft
Die Herren von Geroldseck gehörten dem freien stiftsfähigen Hochadel an und sind nach einer Ersterwähnung in einer Zeugenliste in den 1080er Jahren seit 1139 in der Ortenau nachweisbar. Ihre Ursprünge liegen im Dunkeln, Vermutungen führen jedoch zu einer Verflechtung mit der aus dem Elsass wirkenden Führungsschicht der karolingischen und ottonischen Zeit. Grundlage der Herrschaftsbildung in der Ortenau dürften einerseits der Bergbau in der Region, andererseits nicht näher zu betitelnde Vogteirechte über das Kloster Schuttern, eventuell auch über das Kloster Ettenheimmünster, gewesen sein. Beide Klostervogteien sind erst im 13. Jahrhundert belegt.

## Die Geroldsecker im 13. Jahrhundert

### Aufstieg im Kampf um staufische Besitzungen
Die schriftliche Überlieferung setzt erst im 13. Jahrhundert ein und zeigt ein Geschlecht, das die politische Situation des Interregnums nach 1245 zielstrebig zur Schaffung einer respektablen Machtbasis zwischen Hunsrück und Neckar ausnutzt. Aus staufischem Erbe gelangten die Rieddörfer zwischen Mahlberg und Ichenheim, seit 1312 als Reichslehen belegt, an die Familie. Ansprüche auf das Kinzigtal zwischen Zell am Harmersbach und Hausach konnten dagegen nicht durchgesetzt werden. Um 1252 erbte die Familie unter nicht näher zu klärenden Umständen den Kernbereich der Grafschaft Sulz am Neckar, zu dem die Schwarzwald-Herrschaften Schenkenzell und Loßburg, vielleicht auch Romberg, gehörten.

### Der Straßburger Bischofskrieg
Reiche Silberfunde in Prinzbach ermöglichten 1260 die Wahl des Geroldseckers Walter zum Bischof von Straßburg, sein Bruder Hermann konnte sich die Vogtei über das Reichsgut zwischen Selz und Basel sichern. Ebenfalls durch finanzielle Zuwendungen konnte die Vogtei über das Kloster St. Gregor im elsässischen Münstertal vom Bistum Basel abgepfändet werden, zu dessen Kontrolle Burg Schwarzenberg (Erstnennung 1261) errichtet wurde. Verwandtschaftliche Bande führten zu einer Koalition mit Erzbischof Heinrich von Trier und öffneten politische Verbindungen in den Hunsrück-Raum. Das so gezimmerte Machtgefüge, das seinen Ausdruck in einer Koalition der Geroldsecker mit dem Erzbischof von Trier, dem Fürstabt des Klosters Murbach und dem Abt von St. Gallen, den Straßburger Vögten von Lichtenberg, den Markgrafen von Baden, den Landgrafen von Werd, den Herren von Eberstein, von Landsberg, von Andlau, von Hüneburg, von Wolfach und von Üsenberg gegen die Stadt Straßburg und ihre Verbündeten fand, brach in der Schlacht von Hausbergen 1262, in der die Straßburger Bürger den Machtanspruch des Bischofs zurückwiesen, zusammen. Diese Niederlage beendete zwar die Großmachtträume der Geroldsecker, hatte jedoch keine Auswirkungen auf deren ständische Qualität, die bis weit ins 14. Jahrhundert als grafengleich angesehen wurde.

## Die Geroldseckischen Linien

### Hausteilungen 1277–1309
Die Hausteilung von 1277 zwischen Walter von Geroldsecks Enkeln Heinrich I. und Walter II. einerseits und seinem Sohn Heinrich Graf von Veldenz andererseits installierte mit der Unteren und der Oberen Herrschaft zwei Linien, die sich ungeachtet der Pflege einer „Gesamtherrschaft“ in der weiteren Zeit verselbständigten.
Die Obere Herrschaft (Herrschaft Hohengeroldseck) umfasste die Rodungsgüter im Schuttertal sowie alle Besitzungen im Kinzigtal und die Herrschaft Sulz sowie die Vogteien über Kloster Schuttern und Kloster Ettenheimmünster. Zur Oberen Herrschaft gehörten neben Burg Hohengeroldseck Burg Loßburg, die Schenkenburg, Burg Wittichenstein, die Rauenburg und die Romburg sowie die Hälfte der Burg Gippichen (1391) und Burg Rheinsberg. Die 1270 durch Einheirat erworbene Grafschaft Veldenz blieb bei der Oberen Herrschaft. Die dortigen Grafen nannten sich jedoch von Veldenz-Geroldseck bzw. bald nur noch von Veldenz. Geroldsecker Abkömmlinge der ersten Generation waren hier Graf Georg I. von Veldenz und Bischof Walram von Speyer.
Die Untere Herrschaft (Herrschaft Lahr-Mahlberg) bestand aus den Besitzungen im Ried, den Breisgauer Gütern, dem Streubesitz in der nördlichen Ortenau, den Gütern im Elsass sowie den Wehrbauten Tiefburg Lahr (Stammburg der Unteren Herrschaft), Burg Mahlberg, Mörburg, Burg Landeck und einem Teil der Ganerbenburg Heidburg (1416).
Die Reichsgüter Friesenheim, Heiligenzell, Oberschopfheim und Oberweier, das Dorf Ottenheim sowie die Burg Schwanau am Rhein blieben gemeinsamer Besitz.
Eine weitere Erbteilung zu Beginn des 14. Jahrhunderts splitterte die Obere Herrschaft weiter auf und richtete in Sulz eine eigene Linie im Kerngebiet der alten Grafschaft ein, die Grafschaft Veldenz verselbständigte sich.
1279 ging die Teilherrschaft der Geroldsecker Vettern auf Diersburg (Linie Tiersberg) an den Schwager des letzten Tiersbergers über und war für die Familie verloren. Ebenso erlitt die Untere Herrschaft durch einen – im Grunde widerrechtlichen – Verkauf des Breisgauer Besitzes im Jahr 1300 einen empfindlichen Verlust.

### Die Untere Herrschaft Lahr im 14. Jahrhundert
Mittelpunkt der Unteren Herrschaft wurde die Stadt Lahr mit der Stadtburg der Geroldsecker. Die Stadt konnte durch kluge Privilegienpolitik einen wirtschaftlichen Aufschwung erleben, der bis ins 19. Jahrhundert anhalten sollte. Auf die Auseinandersetzungen der Lahrer Bürger mit ihren (inzwischen fremden) Stadtherren gehen wesentliche Elemente des badischen Liberalismus im 19. Jahrhundert zurück.

### Die Obere Herrschaft Hohengeroldseck
Während sich die Untere Herrschaft im ganzen 14. Jahrhundert ruhig entwickeln konnte und auch Ansätze zu einer Verschriftlichung der Herrschaft fand, wurde die Obere Herrschaft um 1370 von Erbstreitigkeiten erschüttert. Dennoch gelang mit dem (auf ungeklärte Weise zustande gekommenen) Pfandbesitz des herzoglich-teckischen Schiltach (um 1370) noch einmal eine wesentliche Bereicherung des Territoriums.

### Lahrer Erbfolge und Verlust der Herrschaft
1426 starben die Geroldsecker der Lahrer Linie mit Heinrich III. von Geroldseck im Mannesstamm aus. Der eigentlich legitime Übergang an den Erben, den Grafen Johann von Moers-Saarwerden, wurde durch Erbansprüche des Hohengeroldseckers Diebold gestört. Im Verlauf der dadurch entstehenden Erbauseinandersetzungen („Geroldsecker Krieg“) ruinierten sich beide Parteien wirtschaftlich, so dass Moers-Saarwerden 1442 eine Hälfte der Herrschaft an die Markgrafschaft Baden verpfänden und schließlich 1497 verkaufen musste. Nach der Reformation und dem Übergang der Moers-Saarwerdenschen Hälfte an Haus Nassau wurde 1629 auf konfessioneller Basis die Realteilung des Kondominats Lahr-Mahlberg durchgeführt. Lahr mit dem evangelischen Ried wurde nassauisch, Mahlberg mit dem südlichen, katholischen Ried baden-badisch.
Das letztlich unkluge Taktieren Diebolds von Hohengeroldseck zwischen Vorderösterreich und der Kurpfalz in den 1480er Jahren führte zur handstreichartigen Eroberung der Burg Hohengeroldseck durch die Pfalz 1486, erst deren Niederlage im Landshuter Erbfolgekrieg 1504 brachte – über das Zwischenspiel einer badischen Verwaltung – die Rückgabe an die Familie. Inzwischen war der gesamte Kinzigtäler Besitz verkauft worden.

## Wiederaufstieg im 16. Jahrhundert
Die Hohengeroldsecker Familie erlebte dann eine kurze Blüte und konnte im Dienst für Habsburg und das Heilige Römische Reich wieder an Ansehen gewinnen. Ausdruck dieses neu gewonnenen familiären Selbstbewusstseins ist die Abfassung einer Familienchronik als eines der seltenen Beispiele für adliges „Herkommen“ im Zeichen des Humanismus. Die Stammburg Hohengeroldseck musste jedoch Österreich zu Lehen aufgetragen werden. 1519 gelang im Gefolge der Exekution des Schwäbischer Bundes gegen Württemberg die Wiedergewinnung der 1478 verloren gegangenen Herrschaft Sulz, die allerdings 1534 wieder an Württemberg zurückgegeben werden musste. Übrig blieb der Anspruch auf einen Titel „von Hohengeroldseck und Sulz“.

## Die Herrschaft im 17. und 18. Jahrhundert
Nach dem söhnelosen Tod Jakobs von Hohengeroldseck 1634 auf Schloss Dautenstein überging Österreich die Erbansprüche der Tochter Anna Maria auf die Allodien der Herrschaft und versprach den ganzen Komplex an Adam Philipp XI. von Cronberg, der für Kriegsdienste in den Grafenstand erhoben wurde. Dessen Erbe Kraft Adolf Otto entzog sich einer Herausgabe des Lehens. Anna Maria heiratete den Markgrafen Friedrich von Baden-Durlach, um ihren Erbanspruch besser durchsetzen zu können. Zwar war diesem Bestreben kein Erfolg beschieden, aber Baden-Durlach konnte den Erbanspruch, den Jakob von Hohengeroldseck aus dem Erbfall von 1428 gegenüber den Grafen von Nassau durchgesetzt hatte, in einen Pfandbesitz der nassauischen Hälfte der Unteren Herrschaft umsetzen. Nassau konnte dieses Pfand erst 1725 auslösen.
Im Besitz der Herren, später der Reichsgrafen von der Leyen, überlebte die dann so genannte „Grafschaft Hohengeroldseck“ die Flurbereinigung des Reichsdeputationshauptschlusses 1803 und wurde als „Fürstentum von der Leyen“ und „Grafschaft Hohengeroldseck“ souveränes Mitglied des Rheinbundes. Der Wiener Kongress machte allerdings 1815 diesem Sonderfall, der auf die Protektion Napoleons zurückging, ein Ende. 1819 wurde der Zwergstaat mit dem Hauptort Seelbach endgültig badisch.

## Die Geroldsecker in den Vogesen

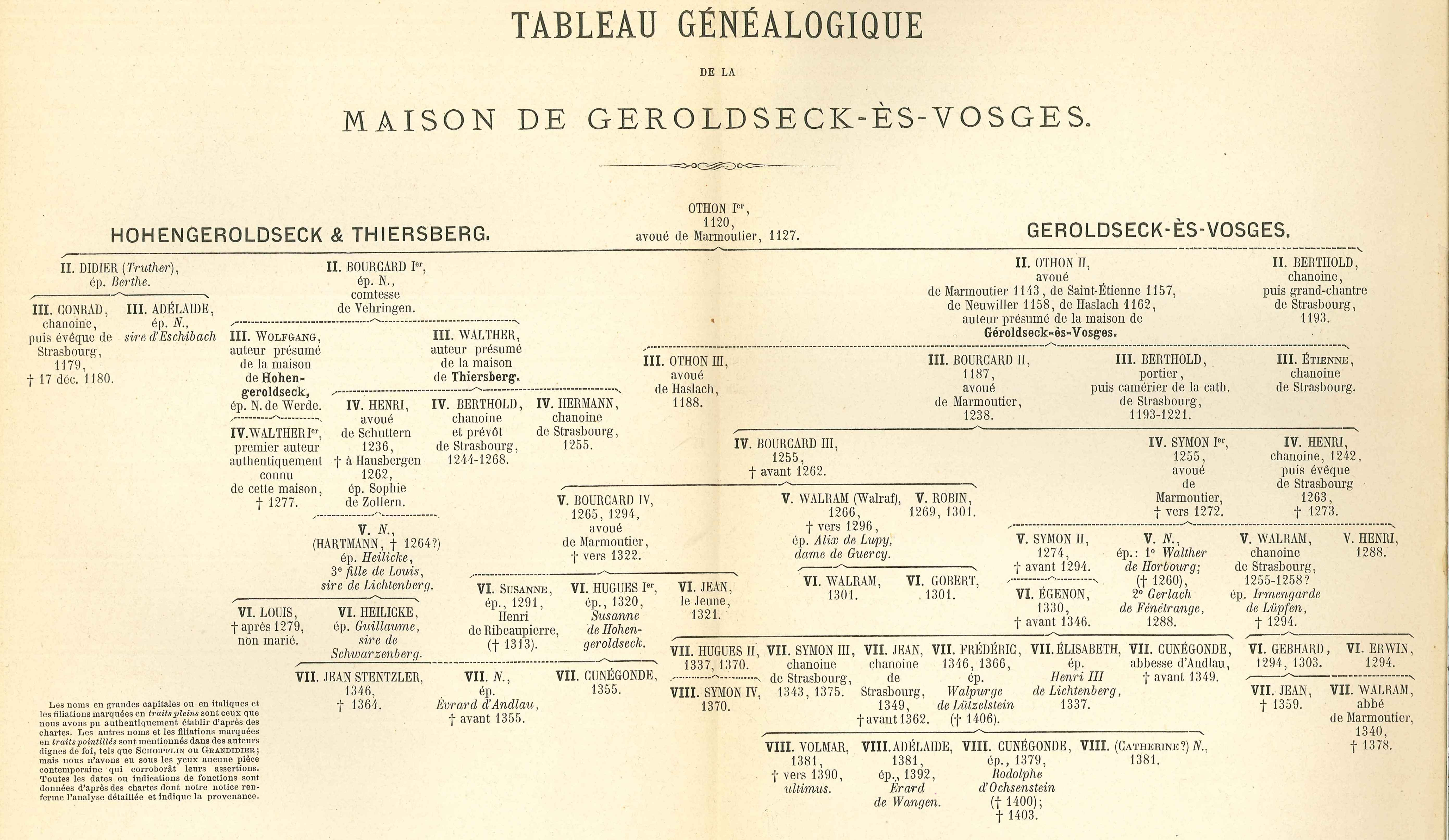
Ahnentafel der Hohengeroldseck und der Geroldseck am Wasichen

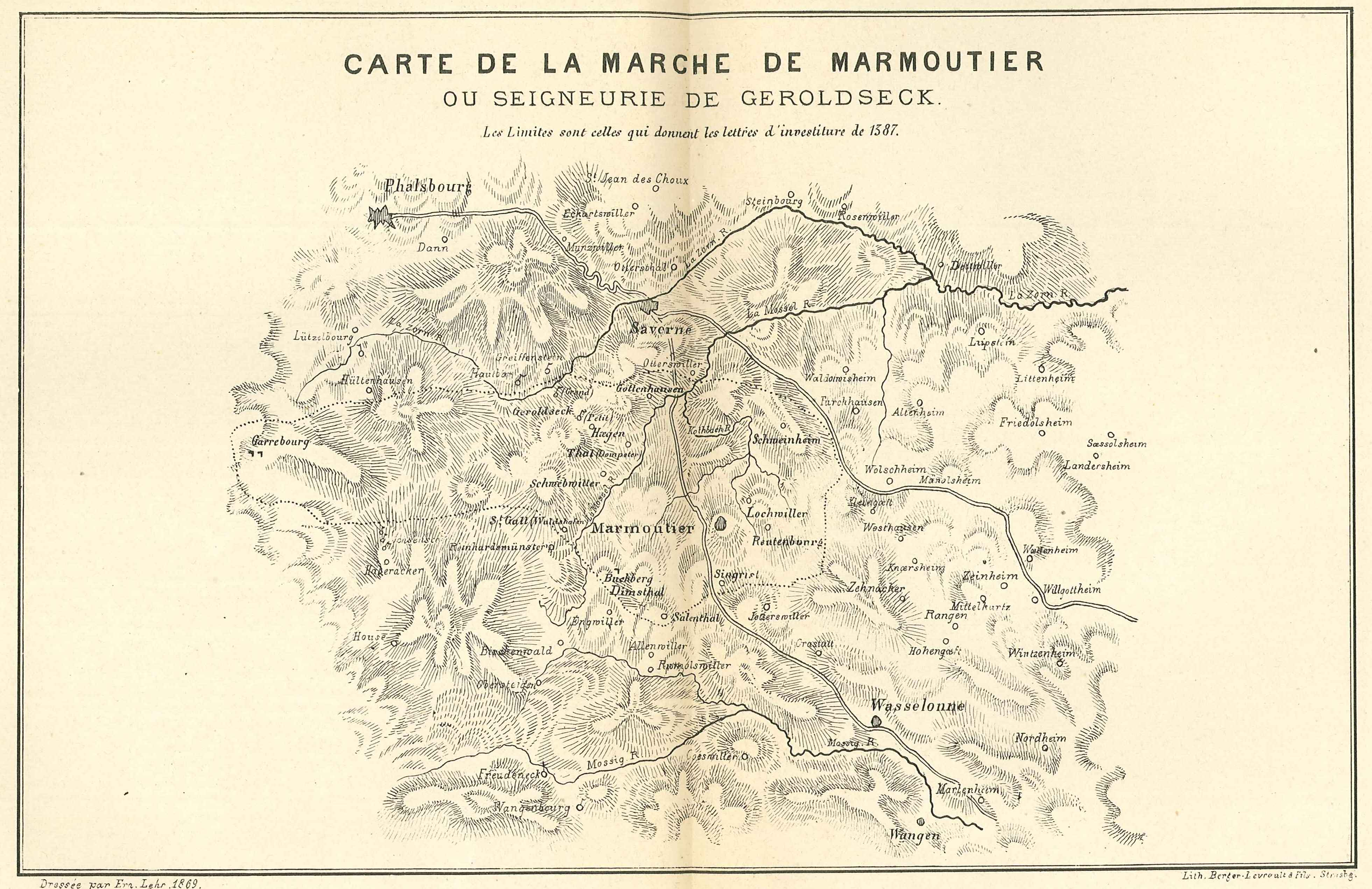
Karte der Herrschaft von Geroldseck am Wasichen

Nach Ernest Lehr ist der 1120 erwähnte Otto I., Vogt von Maursmünster im Elsass, der älteste bekannte Ahnherr der Geroldsecker. Dieser hatte vier Söhne: Dietrich (Truther), Burkhard I., Otto II. und Berthold. Otto II. setzte die elsässisch-vogesische Linie fort, von ihm stammen die Geroldseck am Wasichen bzw. Groß-Geroldseck ab. Seine Brüder Dietrich und Burkhard zogen hingegen in die Ortenau und begründeten die dortige Linie der Geroldsecker.
Um 1390 erloschen mit Vollmar die Geroldsecker am Wasichen im Mannesstamm. Adelheid, Schwester von Vollmar und Ehefrau von Gerhard von Wangen, überbrachte ihrem Gemahl mit einem Teil der Güter den Namen Geroldseck. Die Familie Wangen von Geroldseck existiert noch heute.
Trotz der räumlichen Nähe und des gleichen Namens hielt Julius Kindler von Knobloch eine Stammesverwandtschaft der Geroldsecker, im Gegensatz zu Lehr, für nicht wahrscheinlich.
Von den Geroldseckern am Wasichen zeugen die Burgen Groß-Geroldseck und Klein-Geroldseck in Haegen sowie die Burg Geroldseck in Niederstinzel.

## Wappen

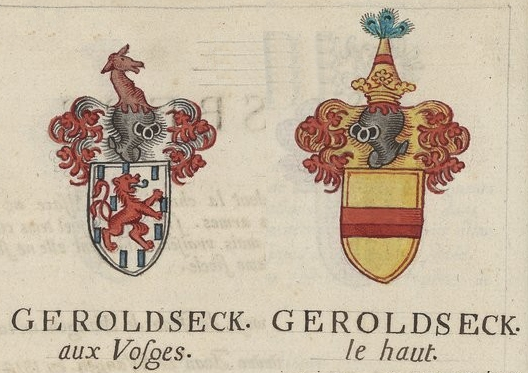
Wappen der Geroldsecker in den Vogesen und der Hohengeroldsecker

Die Geroldsecker in der Ortenau und die Geroldsecker in den Vogesen führten verschiedene Wappen. Die Blasonierung bei Ersterem lautete „In Gold ein roter Balken.“, bei Letzterem hingegen „Im blau geschindelten silbernen Felde ein roter Löwe.“
Das Wappen der Geroldsecker am Wasichen findet sich auch in dem der Rappoltsteiner und beim Haus Waldeck-Pyrmont. 
Das Geroldsecker Wappen ist Bestandteil folgender Ortswappen:

Sulz am Neckar
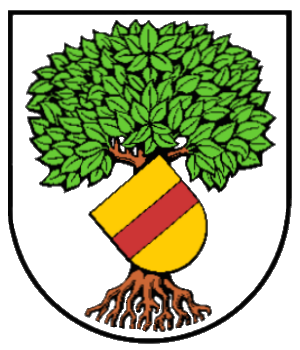
Holzhausen
Hügelsheim
Schwanau
Berghaupten
Lahr
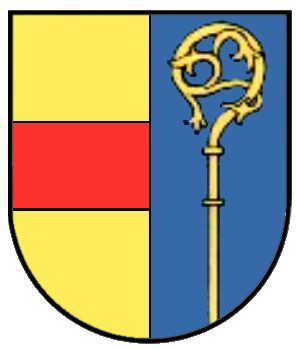
Reichenbach
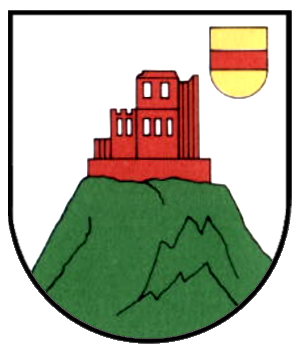
Schönberg
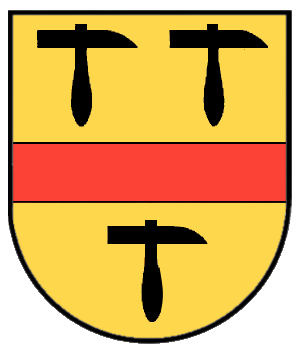
Prinzbach
Seelbach
Schuttertal

## Persönlichkeiten
- Konrad I. von Geroldseck († 1180), Bischof von Straßburg (1179–1180)
- Walter I. von Geroldseck (* um 1204; † 1277), Herr von Geroldseck
- Walter von Geroldseck (* 1231; † 1263), Bischof von Straßburg (1260–1263)
- Heinrich IV. von Geroldseck (* um 1220; † 1273), Bischof von Straßburg (1263–1273)
- Walter III. von Geroldseck (* um 1299; † 1362), Raubritter
- Elisabeth von Hohengeroldseck (* vor 1480; † 1540), Äbtissin des freiweltlichen Damenstifts Buchau im heutigen Bad Buchau am Federsee
- Diebold III. von Geroldseck (* um 1490; † 1531), Benediktinermönch des Klosters Einsiedeln